# Mon père était acteur
Pour plus de détails, voir Fiche technique et Distribution.
Mon père était acteur (Mein Vater, der Schauspieler) est un film ouest-allemand réalisé par Robert Siodmak et sorti en 1956.

## Synopsis
Christine Behrendt était déjà une star célèbre dans le monde du théâtre lorsqu'elle a rencontré son collègue Wolfgang Ohlsen, qui l'a soutenu et se sont finalement mariés. Après quelque temps, la carrière de Christine décline parce qu'elle parait trop vieille aux producteurs de cinéma en tant que partenaire d'Ohlsen. Ce dernier est désormais aux côtés d'une autre partenaire de cinéma et devient peu à peu le chouchou du public. Christine, désormais jalouse de son mari, ne lui fait plus confiance. Elle devient méfiante, en supposant qu'il lui sera infidèle à un moment donné. Un jour, elle le suit secrètement, et ses soupçons semblent se confirmer lorsqu'elle le voit parler avec un autre femme, nettement plus jeune mais qui semble être dans une situation précaire. Plus tard, elle fait une scène formidable à son époux et l'insulte de tous les noms. Elle termine sa litanie en lui faisant cruellement remarquer que Wolfgang n'est peut-être pas le père de Michael, leur fils, avant de le quitter en prenant la voiture.
Profondément perturbée, Christine perd le contrôle de son véhicule lancé à grande vitesse sur le chemin du retour et provoque un grave accident dans lequel elle est tuée. Apprenant la nouvelle, le monde s'effondre pour Ohlsen qui croit être responsable de sa mort. Il repense également à la remarque de sa femme qui insinue qu'il n'est peut-être pas le père de Michael. Il tombe dans la consommation de l'alcool, qui dépasse bientôt toute mesure. Son étoile finit par pâlir et son comportement devient incertain, il est systématiquement en retard aux répétitions tout en oubliant son texte. En conséquence, les contrats se font rares et sa confiance baisse à tel point qu'il préfère confier son enfant.

## Fiche technique
- Titre français : Mon père était acteur[1]
- Titre original : Mein Vater, der Schauspieler
- Réalisation : Robert Siodmak
- Scénario : Gina Falckenberg
- Producteur : Artur Brauner[2]
- Production :  Central Cinema Company Film
- Photographie : Kurt Hasse
- Musique : Werner Eisbrenner
- Montage : Ira Oberberg
- Pays de production :  Allemagne de l'Ouest
- Durée : 105 minutes
- Dates de sortie: 
  - Allemagne de l'Ouest : 7 septembre 1956
  - France : 6 septembre 1957

## Distribution
- O.W. Fischer : Wolfgang Ohlsen
- Oliver Grimm : Michael Ohlsen, sein Sohn
- Hilde Krahl : Christine Behrendt
- Erica Beer : Olympia Renée
- Peter Capell : Robert Fleming
- Susanne von Almassy : Gerda Eissler
- Hilde Körber : Souffleuse
- Evi Kent : Naive
- Siegfried Lowitz : Agent Ruehl
- Manfred Inger : Regisseur Le Beq
- Helmuth Rudolph : Helmer
- Erich Fiedler : Faber
- Lori Leux : Mady
- Siegfried Schürenberg : Intendant
- Hermine Sterler : femme du Dr. Mahlke